# Leva och låta dö (film)
Leva och låta dö (originaltitel: Live and Let Die) är en brittisk actionfilm från 1973. Det är den åttonde James Bond-filmen, och den första med Roger Moore i huvudrollen. Filmen bygger löst på en av Ian Flemings böcker om James Bond med samma titel, Leva och låta dö.

## Titeln
Titeln bygger på ett engelskt uttryck, Live and let live, som betyder att låta andra leva sina liv hur de vill.

## Handling
Tre män dödas samtidigt på tre platser i världen - i FN:s generalförsamling i New York, utanför en Fillet of Soul-restaurang i New Orleans och på ön San Monique i Karibien. MI6:s chef, M anser läget vara så allvarligt att han besöker sin agent James Bond i hans hem. Det enda de döda männen hade gemensamt, förutom att de var brittiska agenter, var att de på varsitt håll undersökte San Moniques premiärminister, Dr Kananga. 
Bond åker till New York för att spåra Kananga, men en kvinnlig tarot-läsare förutspår hans ankomst och Bond blir genast utsatt för ett mordförsök. Han lyckas dock undkomma och spårar attentatsmännen till en affär, och vidare till en annan Fillet of Soul-restaurang i Harlem där han blir infångad och förs till gangstern Mr Big som har en spåkvinna vid namn Solitaire och en medhjälpare vid namn Tee-Hee, som har en mekanisk krok istället för en högerhand. Bond försöker förföra Solitaire, men Mr Big avbryter och beordrar männen att döda honom. Med hjälp av en CIA-agent lyckas Bond fly och få kontakt med Felix Leiter som undrar vad kopplingen är mellan ledaren för en karibisk ö-stat och en gangster i Harlem.
Leiter berättar att Kananga återvänt till San Monique, varpå Bond följer efter. Väl där ser Bond en föreställning där kyrkogårdens gud, Baron Samedi, figurerar. Han blir dock överraskad av att en stuga redan är bokad av "fru Bond". Frun visar sig vara den lätt inkompetenta och lättskrämda CIA-agenten Rosie Carver. Flera varningar kommer, varav en är ett tarotkort med ett upp-och-ner-vänt "Drottningen i Bägare"-tarotkort. Bond och Carver åker ut på en undersökningsresa med den vänlige Quarrel Jr, och de ser ett välbevakat hus, som troligen är Solitaires hus. Under en picknick berättar Bond för Carver att han tagit reda på vad tarotkortet han fick betyder, nämligen förrädare, och att någon ville meddela att Carver är en dubbelagent för Kananga. Carver försöker fly, men dödas av en fågelskrämma med inbyggd pistol, för att inte kunna berätta mer för Bond.
Bond använder åter Quarrel Jr:s båt, för att bryta sig in i huset. Med hjälp av en arrangerad kortlek får han Solitaire att tro att deras kärlek är oundviklig. Solitaire berättar sedan att hon förlorat sin förmåga att förutsäga framtiden när hon förlorade sin oskuld. Hon är nu tvingad att samarbeta med Bond och förstöra Kanangas planer. Bond lovar att skydda henne och tar med Solitaire på sin undersökning av ön. De möter en omaskerad Baron Samedi, strax innan de hittar Kanangas hemlighet: ett gigantiskt vallmo-fält för att tillverka heroin. Men de hinner inte göra något innan de blir jagade av helikopter, bilar och motorcyklar. De flyr i en övergiven dubbeldäckarbuss, och med stor körskicklighet lyckas de komma iväg i Quarrel Jr:s båt. 
För att få den sista pusselbiten åker Bond och Solitaire till New Orleans, med hoppet om att Solitaire ska locka fram Kananga. Direkt vid flygplatsen blir de attackerade, Bond lyckas fly, men Solitaire, som varit osäker på sina känslor, blir infångad av Mr Bigs män. Bond åker till den Fillet of Soul-restaurang där den förre brittiske agenten blev dödad och blir infångad. Mr Big, assisterad av Solitaire, frågar ut Bond om vad som hände mellan honom och Solitaire, men Bond vägrar att tala. Då tar Mr Big av sig en mask och avslöjar att han i själva verket är samma person som Dr Kananga. Han berättar också om sin plan att konkurrera ut alla andra heroin-försäljare genom att dumpa priserna och sedan använda sina reservodlingar. Dr Kananga/Mr Big avslutar förhöret när han inser att Bond tagit Solitaires oskuld, och beordrar sina män att ta med Bond till "farmen".
"Farmen" visar sig vara en krokodil och alligator-odling, som Kananga använder för att hantera heroinet ostört. Bond lämnas att dö på en ö, omgiven av rovdjur, men lyckas fly och spränga heroinet. Han tar en racerbåt, men blir jagad. Det här blir uppmärksammat av lant-sheriffen J.W. Pepper som lägger sig i jakten. När Bond lyckas undkomma jägarna och Pepper, får han höra att Kananga och Solitaire återvänt till San Monique.
På San Monique upptäcker Bond att Solitaire ska offras i en voodoo-ceremoni med Baron Samedi. Bond avbryter avrättningen medan Quarrel Jr spränger vallmofälten, och tar sig sedan ner i Kanangas underjordiska grotta. De blir infångade av Kanangas män, men med hjälp av en klocka från Q kan Bond göra sig fri och döda Kananga.
Bond och Solitaire bestämmer sig för att ta tåget hem, där Tee-Hee anfaller. De slåss och Bond lyckas döda honom. Längst fram på tåget sitter dock Baron Samedi och skrattar.

## Rollista
| Roger Moore      | – James Bond          |
| Yaphet Kotto     | – Dr. Kananga/Mr. Big |
| Jane Seymour     | – Solitaire           |
| Julius W. Harris | – Tee Hee             |
| David Hedison    | – Felix Leiter        |
| Clifton James    | – Sheriff J.W. Pepper |
| Bernard Lee      | – M                   |
| Lois Maxwell     | – Miss Moneypenny     |
| Geoffrey Holder  | – Baron Samedi        |
| Gloria Hendry    | – Rosie Carver        |
| Roy Stewart      | – Quarrel Jr.         |
| Earl Jolly Brown | – Whisper             |

## Produktion

### Förproduktion
Denna film var Roger Moores debutfilm som James Bond, efter det att Sean Connery tackat nej till ett gage på cirka fem miljoner dollar. Moore var för övrigt redan innan påtänkt för rollen som Bond, både inför Agent 007 med rätt att döda (Dr. No) och I hennes majestäts hemliga tjänst, men var upptagen med Helgonet och senare för Snobbar som jobbar.

### Filminspelningen
Inspelningen gjordes på flera platser, främst New Orleans.
Flera scener spelades som vanligt för Bondfilmerna in på Pinewood studios utanför London, England. 
Scenen när Tee-Hee Johnson avlägsnade Bonds klocka från handleden och Bond svarar med ordet "Butterhook" var improviserad.

### Efterproduktion
Filmen klipptes av Bert Bates, Raymond Poulton och John Shirley.
Förtexterna till filmen filmades av Maurice Binder.

## Musik

### Sånger
Titelmelodin skrevs av Paul och Linda McCartney och framförs av Paul McCartney & Wings. Den var Oscarsnominerad som bästa sång vid Oscarsgalan 1974.

### Soundtrack
Övriga soundtracket skrevs av George Martin.

#### Originalversion
1. "Live and Let Die (Main Title) (Paul and Linda McCartney)" – Paul McCartney & Wings
2. "Just a Closer Walk with Thee" (Trad. Arr. Milton Batiste) /New Second Line (Milton Batiste)" – Harold A. "Duke" Dejan & The Olympia Brass Band
3. "Bond Meets Solitaire"
4. "Whisper Who Dares"
5. "Snakes Alive"
6. "Baron Samedi's Dance of Death"
7. "San Monique"
8. "Fillet of Soul – New Orleans/Live and Let Die/Fillet of Soul – Harlem" – B. J. Arnau
9. "Bond Drops In"
10. "If He Finds It, Kill Him"
11. "Trespassers Will Be Eaten"
12. "Solitaire Gets Her Cards"
13. "Sacrifice"
14. "James Bond Theme" (Monty Norman)

#### Remastrad version
1. "Live and Let Die (Main Title) (Paul and Linda McCartney)" – Paul McCartney & Wings
2. "Just a Closer Walk with Thee" (Trad. Arr. Milton Batiste) /New Second Line (Milton Batiste)" – Harold A. "Duke" Dejan & The Olympia Brass Band
3. "Bond Meets Solitaire"
4. "Whisper Who Dares"
5. "Snakes Alive"
6. "Baron Samedi's Dance of Death"
7. "San Monique"
8. "Fillet of Soul – New Orleans/Live and Let Die/Fillet of Soul – Harlem" – B. J. Arnau
9. "Bond Drops In"
10. "If He Finds It, Kill Him"
11. "Trespassers Will Be Eaten"
12. "Solitaire Gets Her Cards"
13. "Sacrifice"
14. "James Bond Theme" (Monty Norman)
15. "Gunbarrel/Snakebit"
16. "Bond to New York"
17. "San Monique (Alternate)"
18. "Bond and Rosie"
19. "The Lovers"
20. "New Orleans"
21. "Boat Chase"
22. "Underground Lair"